# Мамайсур Роман Михайлович
Рома́н Мих́айлович Мамайсур — підполковник Збройних сил України, батальйон Національної гвардії ім. Кульчицького.

## Нагороди
За особисту мужність і героїзм, виявлені у захисті державного суверенітету та територіальної цілісності України, вірність військовій присязі під час російсько-української війни
- нагороджений орденом Богдана Хмельницького III ступеня (26.2.2015).